# France Rugby League
La France Rugby League est une compétition française de rugby à XIII, qui a eu lieu en 1995 et 1996. Elle a été initiée par Jacques Fouroux.

## Histoire
Au début des années 1990, Jacques Fouroux et la FFR (XV) entretiennent des relations conflictuelles, surtout depuis que le FC Grenoble dont il était le manager a été privé du Bouclier de Brennus en perdant en finale à la suite d'un essai non valable accordé sur une erreur d'arbitrage.
En 1994, Fouroux, partisan du professionnalisme, est perçu comme l'opposant potentiel au président de la FFR, Bernard Lapasset, pour l'élection fédérale. Sachant que l'IRB et le comportement classique du rugby à XV avec ses contre-pouvoirs en France s'opposeraient à cette professionnalisation du rugby, Fouroux préfère choisir le camp de la dissidence. Il rencontre lors de réunions secrètes, les dirigeants du rugby à XIII français, pour mettre en place un projet, appelé par la presse le « Projet Fouroux ».
Le 7 novembre 1994 à Paris, lors d'une conférence de presse, Jacques Fouroux annonce publiquement le lancement de son projet de France Rugby League qui signifiait son passage au rugby à XIII. Le projet est alors lancé, 16 équipes, sélections à caractère régional, qui seront réduites à 8, disputeront une compétition nationale. L'entrée sur le stade serait gratuite pour tous. La compétition sera estivale et associera sport et spectacle musical. Le 10 août 1995, à Perpignan, débutent les premières rencontres de la France Rugby League. Le championnat se termina le 16 septembre à Carcassonne avec la finale opposant Toulouse-Midi-Pyrénées à Perpignan-Roussillon-Catalogne. À l'origine, cette finale devait se dérouler à Béziers, mais sous la pression de la FFR (XV), la mairie biterroise refusa. Cette première édition a été un grand succès populaire et médiatique.
Elle fut l'année d'après reconduite, mais avec beaucoup moins de succès que la première édition du fait de la participation du Paris Saint-Germain Rugby League à la Super League. Fouroux, qui avait accepté la présidence du Paris Saint-Germain Rugby League en juin 1996, démissionne de toutes ses fonctions le 1er septembre 1996, et la ligue disparait avec lui.

## Format
Le format initial, tel qu'il a été présenté par Jacques Fouroux en novembre 1994 prévoyait une compétition entre 16 équipes à caractère régional, chacune soutenue par une marque. Il était prévu également de créer des équipes dans des régions où le rugby de haut niveau est encore peu développé comme en Alsace ou en Champagne autour des villes de Strasbourg et de Reims, profitant ainsi du vide créé par la disparition des équipes de football locales. Toutefois, la première édition est présentée comme une édition embryonnaire et ne prévoit que 8 équipes.
Jacques Fouroux a décidé d'organiser un championnat estival qui aurait lieu pendant l'intersaison. La première édition voit un format de deux poules de 8 formations régionales. Chacune des équipes rencontrait les trois autres formations de sa poule sur un terrain. Chaque journée, deux matches se déroulaient dans un même stade. L'entrée au stade était gratuite. Les billets étaient alors vendus à des partenaires commerciaux qui les distribuaient ensuite à leurs propres clients.

### Les équipes
Chaque formation utilise le maillot d'une équipe du championnat professionnel australien, référence en la matière. Seuls les logos des clubs et les sponsors avaient été retirés, remplacés par les noms des équipes françaises et les sponsors hexagonaux. Ainsi, Avignon et Paris  étaient vêtus de deux variantes des maillots des Sydney Roosters. Bordeaux évoluaient avec le maillot des North Sydney Bears, Toulouse avec celui des South Queensland Crushers, Carcassonne revêtait le maillot des Brisbane Broncos, Perpignan celui des Penrith Panthers, Marseille portait un maillot semblable à celui des Balmain Tigers et enfin Lyon arborait le maillot des Canterbury Bulldogs.

Maillot inspiré des South Queensland Crushers porté par Toulouse-Midi-Pyrénées.

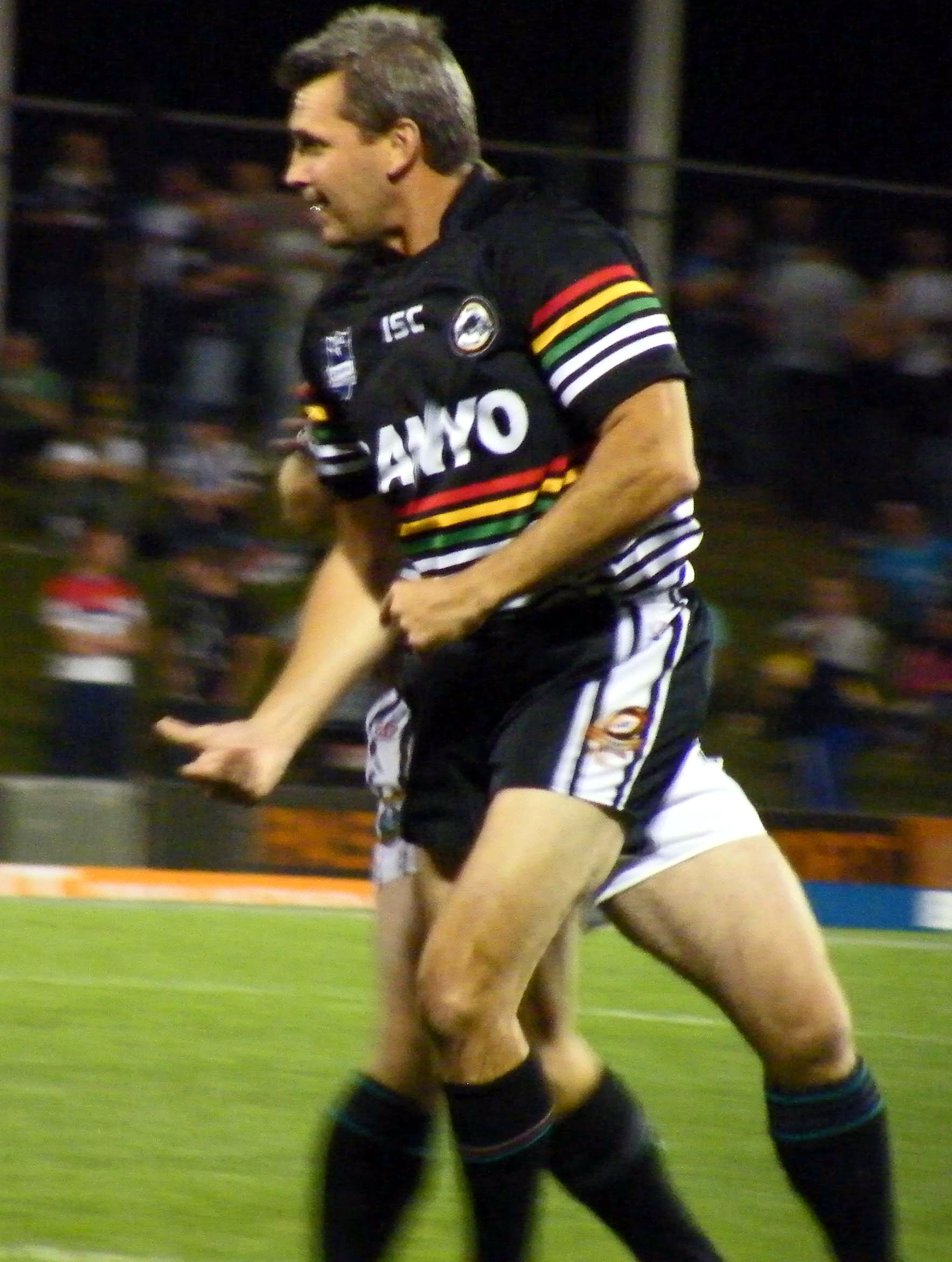
Maillot historique des Penrith Panthers porté par Perpignan

Poule A : 
- Marseille-Méditerranée
- Paris-Ile-de-France
- Perpignan-Roussillon-Catalogne
- Toulouse-Midi-Pyrénées

Poule B : 
- Avignon-Provence
- Bordeaux-Aquitaine
- Carcassonne-Aude-Languedoc
- Lyon-Rhône-Alpes

## Résultats de l'édition 1995

### Phase de poule[Ref 1]
- 10 août : Paris-Ile-de-France 32-10 Marseille-Méditerranée (Perpignan, 8 000 spectateurs)
- 10 août : Toulouse-Midi-Pyrénées 30-24 Perpignan-Roussillon-Catalogne (Perpignan, 8 000 spectateurs)
- 12 août : Carcassonne-Aude-Languedoc 36-16 Avignon-Provence (Saintes, 5 000 spectateurs)
- 12 août : Bordeaux-Aquitaine 24-20 Lyon-Rhône-Alpes (Saintes, 5 000 spectateurs)
- 18 août : Avignon-Provence 30-4 Bordeaux-Aquitaine (Narbonne, 10 000 spectateurs)
- 18 août : Carcassonne-Aude-Languedoc 24-18 Lyon-Rhône-Alpes (Narbonne, 10 000 spectateurs)
- 24 août : Toulouse-Midi-Pyrénées 50-14 Paris-Ile-de-France (Mazamet, 5 000 spectateurs)
- 24 août : Perpignan-Roussillon-Catalogne 46-16 Marseille-Méditerranée (Mazamet, 5 000 spectateurs)
- 28 août : Bordeaux-Aquitaine 29-20 Carcassonne-Aude-Languedoc (Villeneuve-sur-Lot, 7 000 spectateurs)
- 28 août : Lyon-Rhône-Alpes 24-16 Avignon-Provence (Villeneuve-sur-Lot, 7 000 spectateurs)
- 29 août : Toulouse-Midi-Pyrénées 40-28 Marseille-Méditerranée (Roanne, 4 000 spectateurs)
- 29 août : Perpignan-Roussillon-Catalogne 44-22 Paris-Ile-de-France (Roanne, 4 000 spectateurs)

Classement final : 
Poule A : 1. Toulouse-Midi-Pyrénées; 2. Perpignan-Roussillon-Catalogne; 3. Paris-Ile-de-France; 4. Marseille-Méditerranée.
Poule B : 1. Carcassonne-Aude-Languedoc; 2. Lyon-Rhône-Alpes; 3. Avignon-Provence; 4. Bordeaux-Aquitaine.

### Demi-finales
Aller
- 2 septembre : Toulouse-Midi-Pyrénées 76-26 Lyon-Rhône-Alpes (Auch, 5 000 spectateurs)[Ref 2]
- 2 septembre : Perpignan-Roussillon-Catalogne 30-28 Carcassonne-Aude-Languedoc (Auch, 5 000 spectateurs)

Retour
- 7 septembre : Perpignan-Roussillon-Catalogne 30-18 Carcassonne-Aude-Languedoc (Lyon, 4 000 spectateurs)
- 7 septembre : Lyon-Rhône-Alpes 18-10 Toulouse-Midi-Pyrénées (Lyon, 4 000 spectateurs)

### Finale
- 16 septembre : Toulouse-Midi-Pyrénées 16-14 Perpignan-Roussillon-Catalogne (Carcassonne, 9 000 spectateurs)[Ref 2]

## Postérité
L'idée d'un championnat interrégional est reprise par Marc Palanques, le président de la Fédération française de rugby à XIII et Luc Dayan qui souhaitent lancer un Super XIII des régions dès l'année 1999. Mais celui-ci ne verra jamais le jour et il est , depuis, devenu une sorte de serpent de mer du monde treiziste français.